# Pterostoma palpina
Pterostoma palpina là một loài bướm đêm thuộc họ Notodontidae. Carl Alexander Clerck mô tả lần đầu năm 1759.

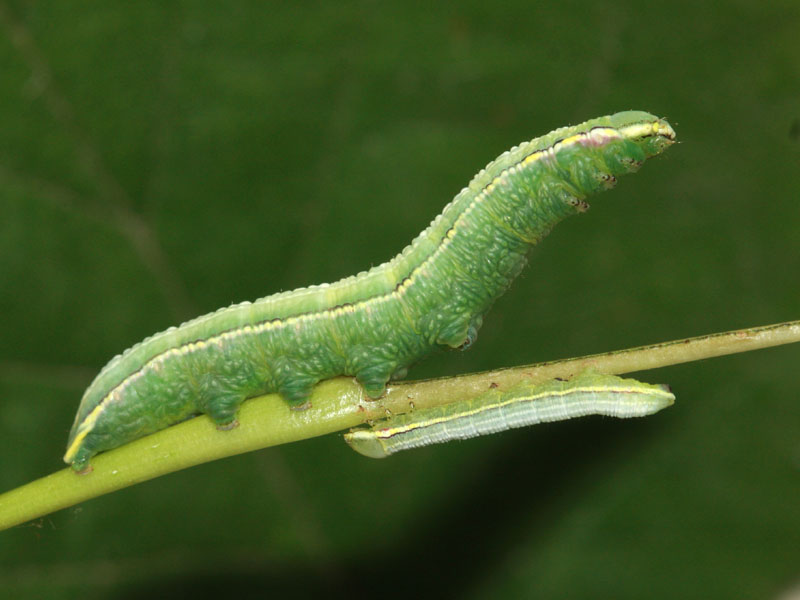
Ấu trùng

## Khu vực
Bướm đêm có thể được tìm thấy ở Châu Âu và Trung Á (Vương quốc Palearctic).

## Mô tả
Pterostoma palpina có sải cánh dài 35 to 52 mm. Mặt trước giống như răng có vảy màu đen, mép trong có khía. Sờ môi dài và búi trên đoạn đuôi, tạo vẻ ngoài thon dài. Râu của con cái có răng cưa, nhưng răng ngắn hơn của con đực; và vệt đen trên cánh thường ít được xác định hơn. Ngoại trừ một số mẫu vật có dấu đậm hơn những mẫu vật khác, có rất ít sự thay đổi. Ấu trùng có màu xanh lục nhạt, với các đường bên và trên lưng màu trắng, cùng một sọc màu vàng viền đen dọc theo các lỗ thở; sọc này được đánh dấu bằng màu đỏ trên ba đoạn.

## Sinh học
Sâu bướm sống sót qua mùa đông dưới dạng nhộng. Ngụy trang trông giống như một miếng gỗ và thời gian bay dao động từ đầu tháng Tư đến đầu tháng Chín.

## Cây ký chủ

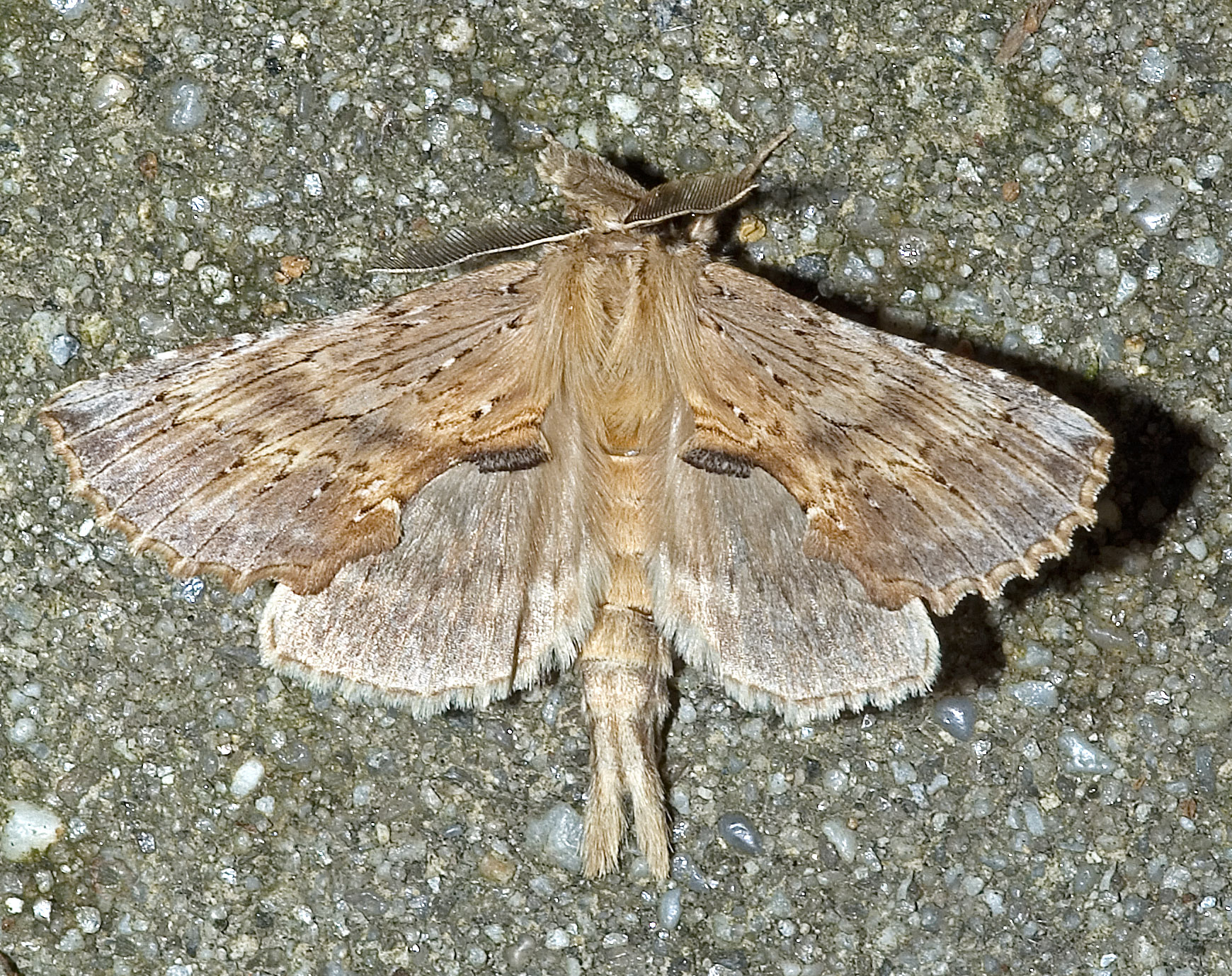

Cây ký chủ là liễu và dương.